# Матюшин, Сергей Васильевич
Сергей Васильевич Матюшин (1902 — 1979) — советский хозяйственный, государственный и политический деятель.

## Биография
Родился в 1902 году в селе Чувардино. Член ВКП(б).
С 1925 года — на хозяйственной, общественной и политической работе. В 1925—1970 гг. — на партийной и комсомольской работе в волостях Орловской губернии, главный механик шахты «Капитальная» треста «Макеевуголь», 2-й секретарь Макеевского городского комитета КП(б) Украины, секретарь ЦК КП(б) Казахстана по угольной промышленности, секретарь Карагандинского областного комитета КП(б) Казахстана, Тульского обкома ВКП(б) по угольной промышленности, 1-й секретарь Шахтинского городского комитета ВКП(б), 1-й секретарь Новгородского городского комитета ВКП(б), начальник Отдела контрольной инспекции Министерства угольной промышленности СССР, заместитель управляющего трестом «Красногвардейскуголь», на инженерных должностях в горноспасательных организациях Донбасса.
Избирался депутатом Верховного Совета РСФСР 3-го созыва.
Умер в июле 1979 года в Донецке.